# Trøndelag Teater
Trøndelag Teater est le théâtre de la commune de Trondheim, ouvert en 1937,. Installé dès son ouverture dans le théâtre le plus ancien de Norvège, et dont la construction trouve son origine en 1814, le Trøndelag Teater emménage dans un nouvel édifice en 1997. Ce bâtiment est une extension, et non une désaffection, de l'architecture historique du théâtre d'origine.

## Histoire

### Achat du terrain agricole
À la fin du XVIIIe siècle, l'activité théâtrale est très active à Trondheim et de nombreuses compagnies de théâtre, souvent éphémères, y sont fondées. En 1811, L'Union des arts dramatiques (Dramatiske Selskab) achète la ferme du jardinier Johan Fredrik Lohrmann, à l'intersection des rues Prinsen et Erling Skakke.

### Construction

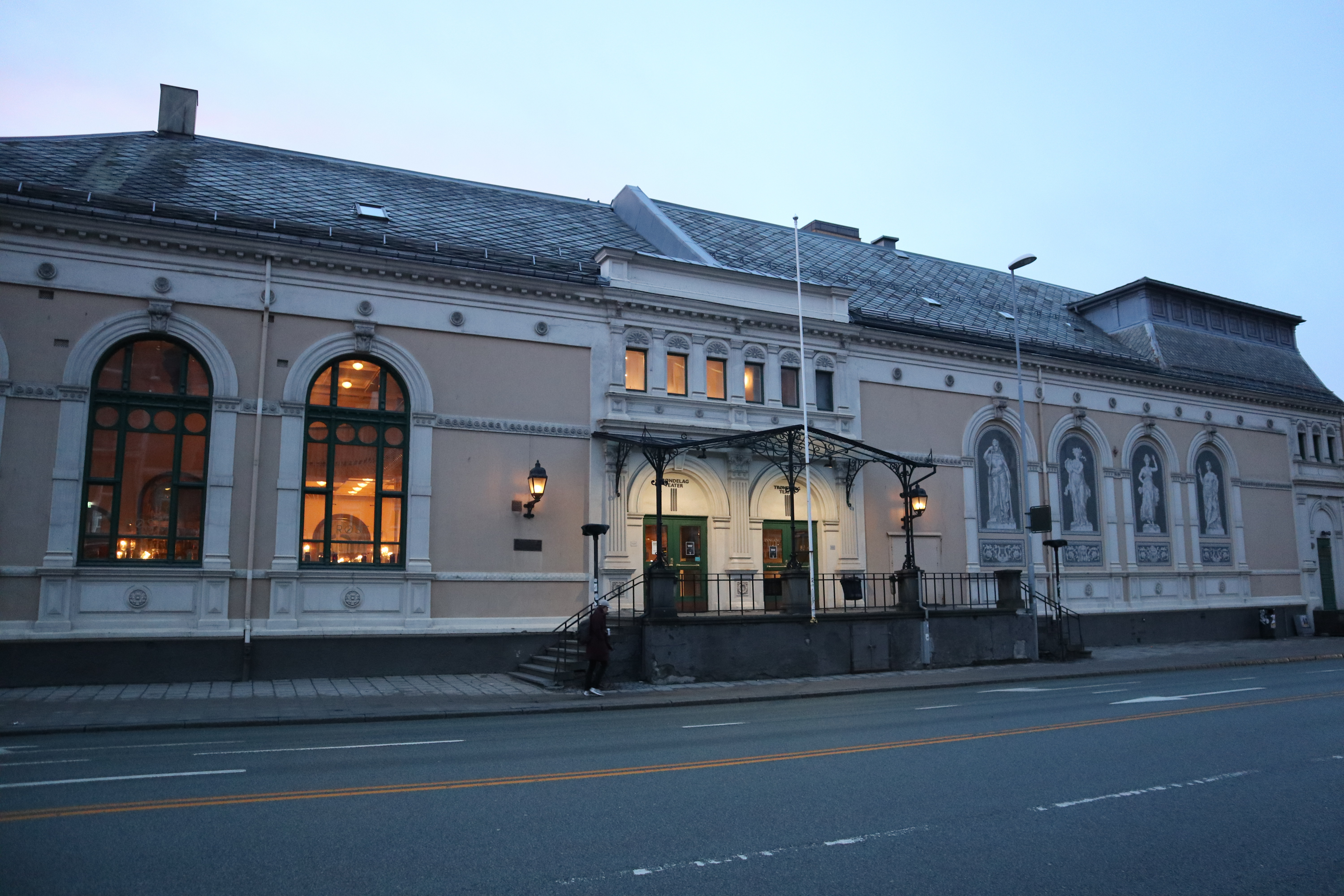
Partie historique du Trøndelag Teater

La partie la plus ancienne du théâtre actuel est construite en 1816 sur cette propriété. Dans ce quartier périphérique de la ville, l'ambiance de l'époque est encore essentiellement rural avec des champs malgré un début d'industrialisation avec quelques timides usines éparses. Par son emplacement excentré, le bâtiment échappe aux nombreux  incendies qui ont marqué l'histoire de la ville. D'anciennes cartes montrent que dans les années 1830, le bâtiment est l'un des plus hauts de Prinsens gate,.

### D'actifs privés en propriété publique

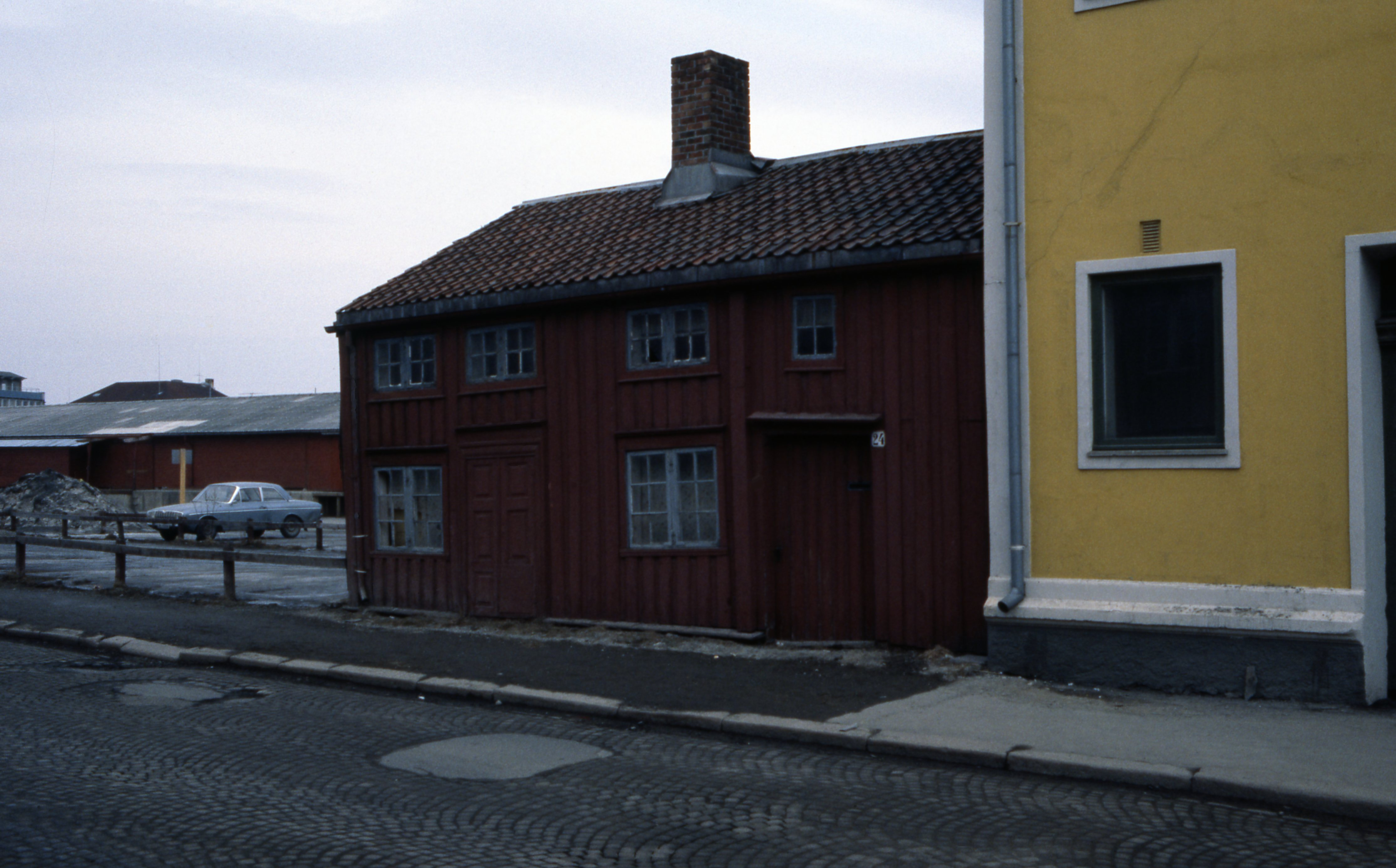
Construction en bois, démontée en 1979.

Accolé au théâtre, rue Skakke, se trouvait un bâtiment en bois plus ancien datant de 1856. Le 6 novembre 1978, la démolition du bâtiment est demandée, le Trøndelag Teater souhaitant y bâtir une salle de répétition sur le site. Dans la demande, il est précisé que le Trøndelag Folkemuseum accepte de démonter le bâtiment en vue de sa relocalisation à Sverresborg. L'emplacement de la construction en bois est désormais occupé par l'actuel Theatercafé après la reprise de la propriété, la même année, par le nouveau consortium Det Trondhjemske Theatre Interessentskab. Avant cela, la propriété était dans diverses mains privées depuis 1839, mais avec la nouvelle compagnie et la nouvelle exploitation, le bâtiment du théâtre est également modifié avec de nouveaux équipements publics. La nouvelle société anonyme reste propriétaire des murs jusqu'à la reprise du théâtre par le secteur public lors de la présentation de soutien public permanent au fonctionnement des théâtres en 1973 (proposition du Parlement norvégien n° 107 1971-72).

## Structure

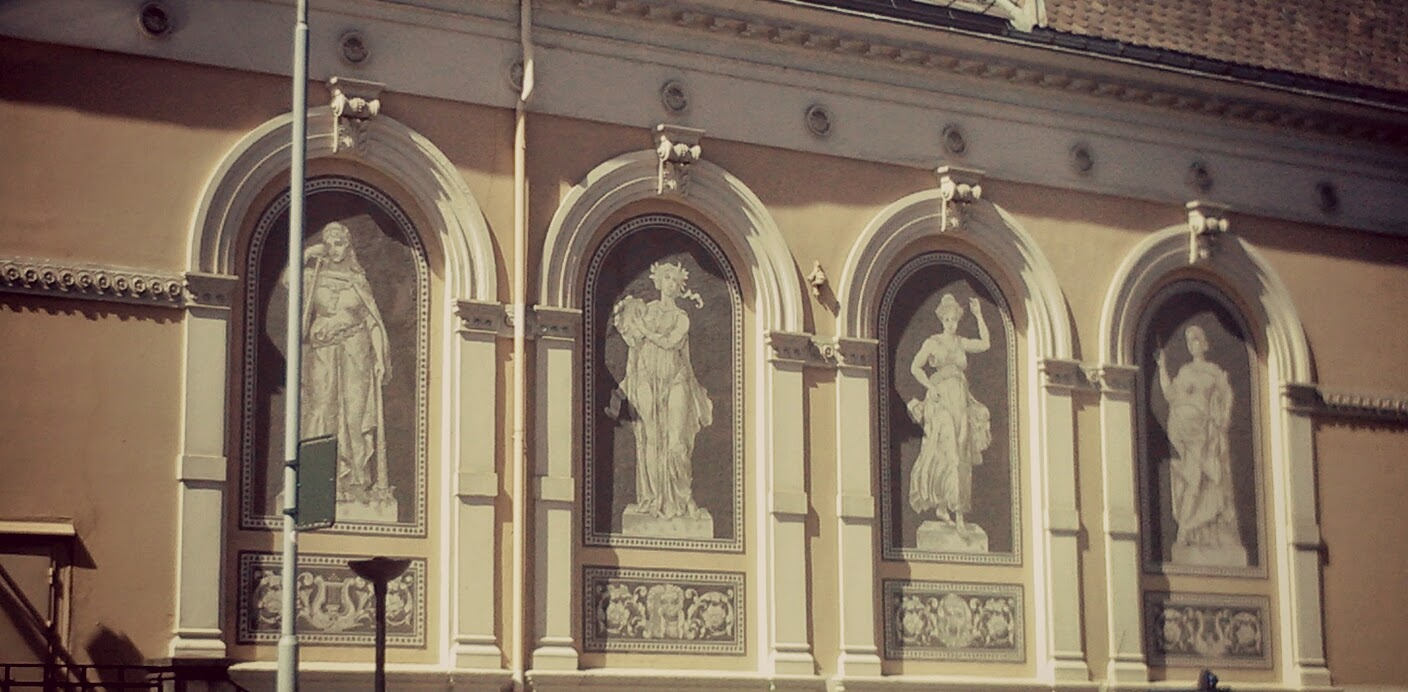
Détail de la façade historique

En 1997, le nouveau bâtiment est achevé et l'ancien théâtre intégré au nouveau. Le théâtre comporte trois scènes fixes : la scène principale (Hovedscenen) de 350 places, la scène studio (Studioscenen) de 150 places et l'ancienne scène (Gamle Scene) de 320 places. À ces scènes dites fixes s'ajoutent des lieux connexes tels que le sous-sol du théâtre (Teaterkjelleren) de 60 places, le café-théâtre (Theatercafeen) de 100 places et l'aile théâtrale (Teatergata) de 150 places.

## Détention des parts propriétaires
La société Trøndelag Teater AS, entité légale dont relève le théâtre, est détenue en date de l'exercice 2023 à hauteur de 66,7 % par l'État norvégien, de 16,67 % par le Conseil du comté de Trøndelag et également de 16,67 % par la municipalité de Trondheim,.

## Directions successives
Les différentes personnalités qui se succèdent à la direction du Trøndelag Teater sont des figures de la scène théâtrale et/ou cinématographique norvégienne :
- 1937-42 : Henry Gleditsch[7]
- 1942 :  Karl Bergmann[8]
- 1942-45 : Johan Barclay-Nitter[9]
- 1945-48 : Georg Løkkeberg[10]
- 1948-50 : Alfred Maurstad[11]

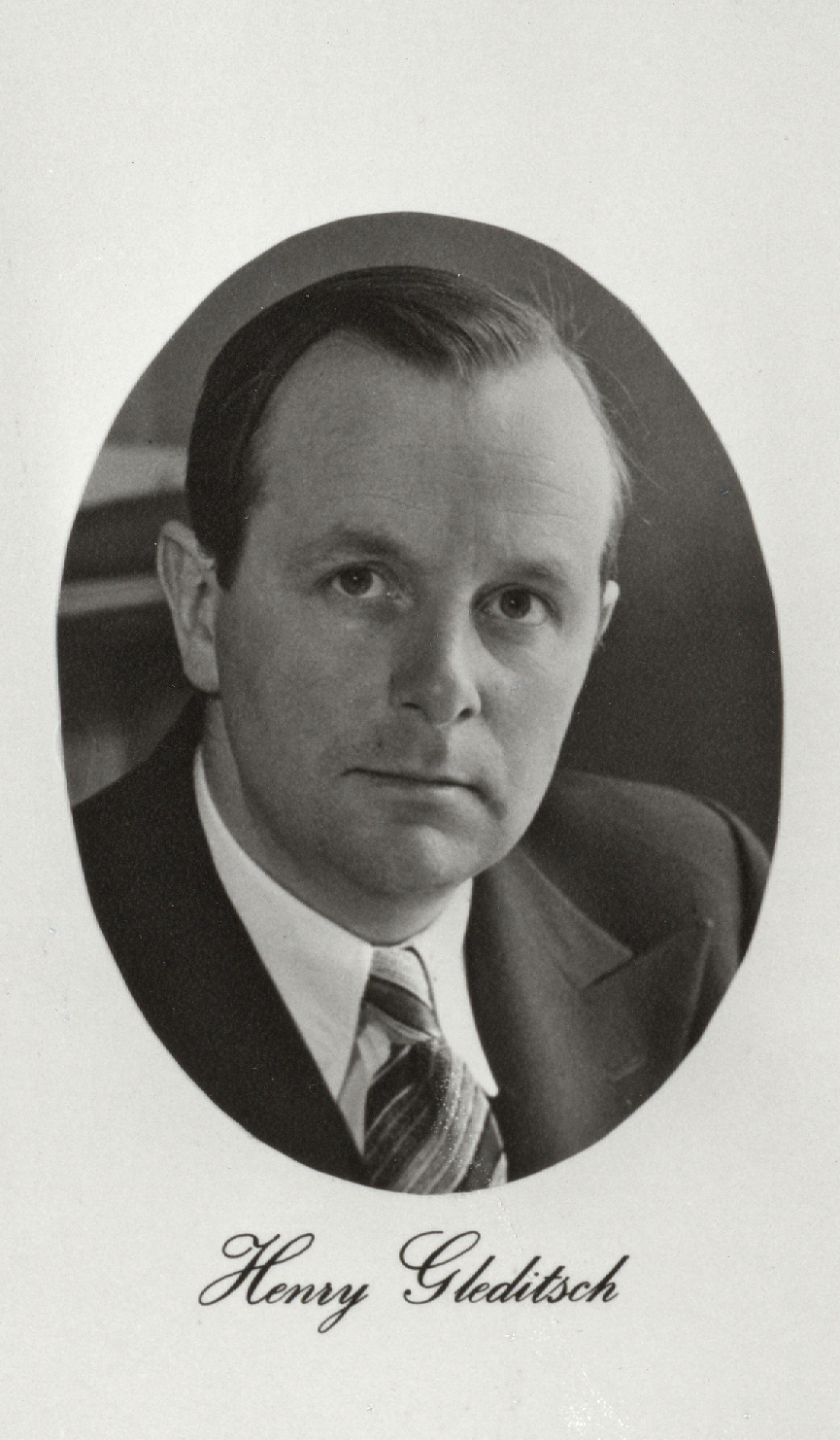
Henry Gleditsch, premier directeur du Trøndelag Teater dans sa forme moderrne

- 1950-51 : Nils Reinhardt Christensen[12]
- 1951-66 : Victor Huseby[13]
- 1966-69 : Erik Pierstorff[14]
- 1969-73 : Arne Aas[15]
- 1973-79 : Kjell Stormoen[16]
- 1979-84 : Ola B. Johannessen[17]
- 1984-89 : Otto Homlung[18]
- 1989-92 : Helle Ottesen[19]
- 1992-97 : Terje Mærli[20]
- 1997-2000 : Ola B. Johannessen[17]
- 2000-2005 : Catrine Telle[21]
- 2005-2010 : Otto Homlung[18]
- 2010-2018 : Kristian Seltun
- 2019- (2026) : Elisabeth Egseth Hanse